# C.O.R.E. Digital Pictures
La C.O.R.E. Digital Pictures è stata una casa di produzione cinematografica canadese fondata nel 1994. Nel 2010 ha sospeso ogni attività.

## Filmografia parziale
Effetti speciali
- Johnny Mnemonic (1995)
- Darkman II - Il ritorno di Durant (1995)
- Darkman III - Darkman morirai (1996)
- Spawn (1997)
- Mimic (1997)
- Cube - Il cubo (1997)
- Il dottor Dolittle (1998)
- Cypher (2002)
- Resident Evil: Apocalypse (2004)
- Saw II - La soluzione dell'enigma (2005)
- Slevin - Patto criminale (2006)
- Silent Hill (2006)
- Splice (2009)

Produzioni
- Il cane pompiere (2007)
- The Spine (2009)

## Produzioni C.O.R.E. Feature Animation
1. Uno zoo in fuga (The Wild, 2006)[2]